# Demonax quadricolor
Demonax quadricolor är en skalbaggsart som beskrevs av Charles Joseph Gahan 1894. Demonax quadricolor ingår i släktet Demonax och familjen långhorningar.
Artens utbredningsområde är Burma. Inga underarter finns listade i Catalogue of Life.